# عبد العزيز الشهراني (لاعب كرة قدم مواليد 1999)
عبد العزيز ناصر الشهراني، لاعب كرة قدم سعودي، يلعب في نادي المطوع.

## مسيرة اللاعب
بدأ اللاعب في الفئات السنية في نادي الشباب و وصل للفريق الأول في عام 2019 و أعير إلى نادي الشعلة في صيف 2021.

### برنامج الابتعاث الخارجي
انضم لبرنامج الابتعاث السعودي لكرة القدم 2019 مع مجموعة من اللاعبين للابتعاث الخارجي لاكتساب الخبرات و المشاركة أمام فرق من مختلف الدرجات في إسبانيا وغيرها من الدول الأوروبية.

### عودته من الابتعاث
عاد من الابتعاث للمشاركة مع نادي الشباب في صيف 2020 و انضم للفريق الأول و أعير إلى نادي الشعلة في صيف 2021 و لعب بعدها مع نادي الاعتماد ونادي المطوع.